# Фомин Верх
Фомин Верх — село в Хвастовичском районе Калужской области. Входит в состав муниципального образования сельское поселение «Село Красное». На 2010 год население составляло 0.

## История
Населенный пункт появился в середине XIX века. Основан крестьянским сыном Фомой, который после отмены крепостного права получил фамилию Фомин. Долгое время его семья жила одна. После столыпинских реформ из Красного на хутор переселилось несколько семей.
В 30-е годы XX века в деревне насчитывалось 26 дворов, в них жило больше 130 человек. Каждая семья имела по одной-две лошади, по пять и более гектар земли.
В конце XX века был причислен к территориям радиоактивного загрязнения вследствие катастрофы на Чернобыльской АЭС.